# Église Saint-Varlaam (Pskov)
L'église Saint-Varlaam de Khoutyne est une église orthodoxe de Pskov en Russie. Elle est consacrée à saint Varlaam (mort en 1192), fondateur du monastère de la Transfiguration à Khoutyne, près de Novgorod. Elle se trouve au no 53 de la rue Léon Pozemski (anciennement de la Zvanitsa).

## Dimensions
La nef rectangulaire mesure 9,25 mètres de longueur, 9 mètres de largeur ; le narthex 5,25 mètres de longueur, 11,5 mètres de largeur ; la nef de la chapelle du côté sud mesure 25 mètres de longueur et 7,5 mètres de largeur ; le bâtiment nord 15 mètres de longueur et 6,25 mètres de largeur.

## Historique

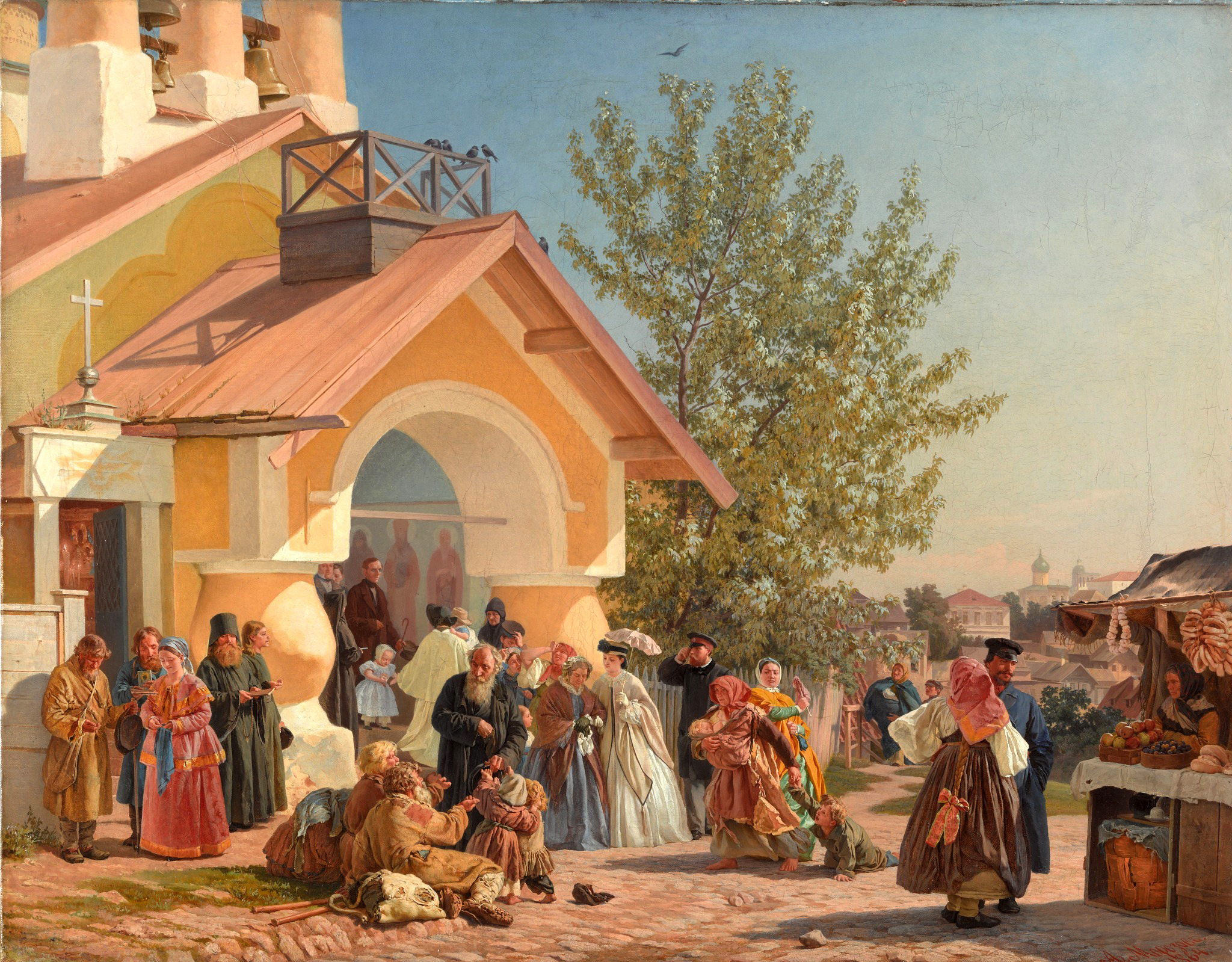
Sortie de l'église Saint-Varlaam de Pskov (Alexandre Morozov, 1864), galerie Tretiakov

L'église a été mentionnée la première fois dans un parchemin datant de 1466. Elle est reconstruite en pierres en 1495 et endommagée par un incendie en 1521. En 1788, l'église voisine de la Résurrection lui est adjointe comme filiale.
Elle est inscrite à la liste des monuments historiques protégés de la république socialiste fédérative soviétique de Russie, le 30 août 1960.
C'est de la fin du XVIIe siècle que date le tambour de la coupole principale à bulbe qui est décoré d'une ceinture de deux rangs de tuiles de céramique vertes. La nef de la chapelle du sud (consacrée à saint Nicolas) est reconstruite en 1858-1859 et réaménagée en 1875. En 1851, est aménagée la tribune des chantres à laquelle on accède par un escalier de fonte ouvragé. Les derniers aménagements architecturaux de l'église datent des environs de l'année 1900.
L'église n'est fermée au culte que peu avant la guerre de 1941-1945 et transformée en salle de cinéma. Elle sert d'atelier de mécanique aux Allemands sous l'occupation de 1941-1944. Elle est rendue au culte après 1944 et compte au nombre des quelques églises de Pskov qui ne sont pas fermées par les autorités communistes. Huit cloches sont bénites en 2006, dont sept sont baptisées du nom des membres de la famille de Nicolas II.

## Source
- (ru) Cet article est partiellement ou en totalité issu de l’article de Wikipédia en russe intitulé « Церковь Варлаама Хутынского (Псков) » (voir la liste des auteurs).